# Plac Narutowicza

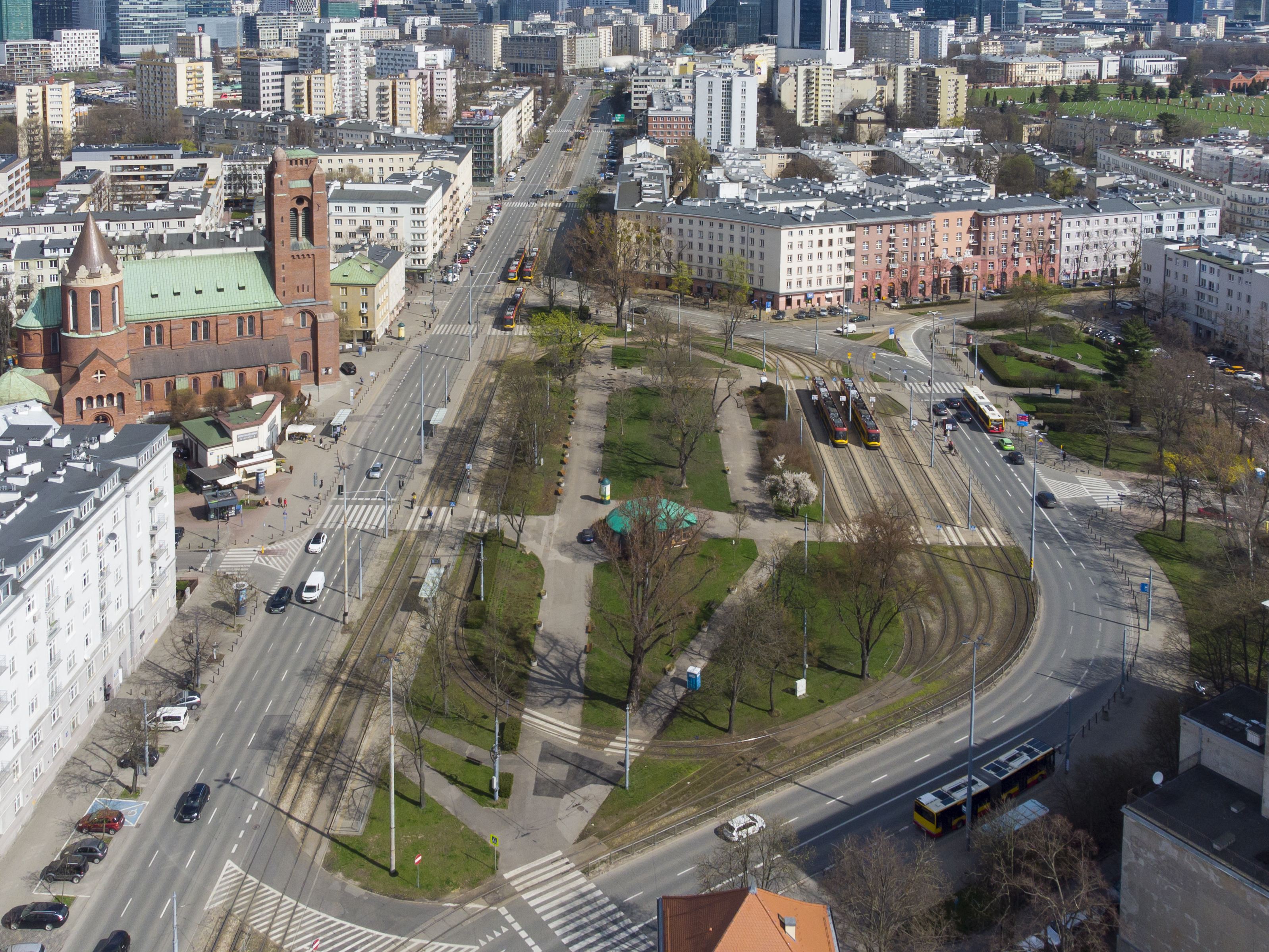
Quảng trường Gabriel Narutowicz

Plac Narutowicza (phát âm tiếng Ba Lan: [ˈplats narutɔvitʂa]; Tiếng Anh: Narutowicz Square) là một quảng trường thành phố nằm ở quận Ochota thuộc Warsaw, Ba Lan. Nơi đây được đặt theo tên của Gabriel Narutowicz, tổng thống đầu tiên của Cộng hòa Ba Lan đệ nhị.

## Lịch sử
Quảng trường đã được xây dựng vào năm 1923 tại ngã ba đường Grojecka và Lọcrowa để tạo điều kiện mở rộng quận Ochota và phục vụ trung tâm thành phố.
Các tòa nhà đáng chú ý trên quảng trường bao gồm:
- Ký túc xá "Akademik" của Đại học Công nghệ Warsaw, tại số 5 đường Akademicka.
- Nhà doanh thu cũ của Văn phòng tiết kiệm bưu điện tại 68 đường Filtrowa
- Nhà thờ Đức Mẹ Vô nhiễm Nguyên tội của Đức Trinh Nữ Maria, quê hương của giáo xứ St James the Apostle, tại 38 Grójecka Street.